# Coelotes tumidivulvus
Coelotes tumidivulvus är en spindelart som beskrevs av Nishikawa 1980. Coelotes tumidivulvus ingår i släktet Coelotes och familjen mörkerspindlar. Inga underarter finns listade i Catalogue of Life.